# Charlotte Lewis (basket-ball)
Pour les articles homonymes, voir Charlotte Lewis (homonymie) et Lewis.
Charlotte Lewis, née le 10 septembre 1955 à Chicago, dans l'Illinois et décédée le 17 septembre 2007 à Kansas City, dans le Missouri, est une ancienne joueuse américaine de basket-ball. Elle évolue au poste de pivot.

## Palmarès
- Finaliste des Jeux olympiques 1976
- Vainqueur des Jeux panaméricains de 1975